# フィニッシングスクール
フィニッシングスクール(英語: finishing school)は、おもに未婚の若い女性のための、結婚前に備えるべき社交的なお付き合いのために必要な文化的な教養、（文学、芸術、音楽、歴史その他）やマナー、プロトコール、社交術、化粧、美容、料理、家事など全般を教える学校。
その為「フィニッシング」 (英: finishing) とは「仕上げ」「完成された」という意味であり、『これなら、いつお嫁に出しても恥ずかしくない 』といった意味合いが込められていた。

## 内容
日本には、ヨーロッパやアメリカからおもに戦後に入ってきた言葉で、日本に従来からあった「花嫁学校」を英語で表したものであるが、意味にズレがある。日本の「花嫁学校」は茶道、華道、料理、裁縫などを中心に学ぶ習い事に近い「お稽古」の延長のような教室であるのに対し、「フィニッシング・スクール」の場合は、おもにヨーロッパの貴族や良家の子女がデビュタントとしてヨーロッパ社交界でデビューするための準備学校といったハイ・ソサエティ特有のニュアンスがあった。
おもに19世紀頃まで、王侯や貴族など名家の子女たちにとって、お抱えの家庭教師による自宅内でのマンツーマン・レッスンが主流であった。当然、学問や教養、芸術、マナー、衣装なども全て、家庭内で一流の講師により指導を受けていた。これは日本の明治維新後の20世紀初頭までの皇族や華族の子女たちも同様であった。21世紀の現代においても、イギリスを始めとする君主国の王室、日本皇室の「御后教育」（プリンセス・レッスン）は同様にプライベートでのマン・ツー・マンで、専門の講師により行われている。
やがて、時代が進み、18世紀の中頃から、教育機関や教育方法、学習指導要領など教育制度が徐々に整えられてくると、たとえ王侯・貴族や良家の子女であっても学校へ通学し学習することが一般的となってくる。
そうした中、一般大衆、中流階級以下庶民に至るまで、子供たちが通学する学校とは一線を画す、おもに王侯貴族や資産家令嬢、良家の子女たちを対象としたボーディングスクールにみる全寮制の教育機関が多く設立されるようになった。
そのような教育機関のうち、おもに『未婚の女性』を対象とし、ヨーロッパ社交界や王侯貴族・資産家・財閥家などの子女が婚姻するまでの間に、礼儀作法や教養などエッセンス的に教育を受ける機関として、一般の義務教育機関とは別に「高等学校」「専門学校」「各種学校」「大学」に相当する学校が設けられた。それらの多くは、おもにスイスで多く設立された。
スイスで主に設立された背景があるのは、永世中立国として、たとえ戦乱の最中にあっても、どの国にも属さず対立しない政治的中立性が、子女たちの身の安全に最も適した場所として、多くの親たちの賛同を得たことによる。
基本的に小学校・中等学校、あるいは高等学校など、各国の義務教育機関を終了した生徒たちが入学することが基本となっているスクールが多く、4年制、3年制、2年制、1年制および半年以下の短期のコースなど、様々なコース設定がされている。
コースの重点は教養と社会的なスキルに置かれ、カリキュラムでは特に礼儀作法、言葉遣い、会話、社会的スキル、外国語などが含まれる。
こうした中で生まれた「フィニッシング・スクール」は、やがて第一次世界大戦後、急速に経済的にも大きく成長したアメリカ合衆国といった新興国にも、ヨーロッパの移民たちよりもたらされ、貴族階級など身分制度がなかったアメリカ合衆国独自の「フィニッシング・スクール」が設立されるようになる。
また、日本においても第二次世界大戦後、ヨーロッパからアメリカ合衆国に渡った「フィニッシング・スクール」の概念が流入し、それまでに古くから日本にあった花嫁修業、花嫁学校の文化と混合され、このカタカナ表記を名称に使ったスクールがおもに、1980年代以降のバブル時代に大量に設立されることとなった。
おもに「未婚の女性」を対象とし、独身女性の為に設立された「フィニッシング・スクール」ではあったが、20世紀の後半からは、女性の社会進出が進み、結婚適齢期も高齢化している社会潮流においては、未婚や既婚を問わず、礼儀作法、マナー、教養、美容、趣味などを学ぶカルチャースクールとしての位置づけとなって生き残ったスクールが、日本やアメリカ合衆国においては多い。
やがて、かつての「花嫁修業」的な教育の場といったイメージからは離れ、現代では、生き生きとした魅力的な女性、ビジネスや職場などでいかに自分の能力を出せるか、といった目的で教育するスクールが増えてきた。
これは、現代においては、独身、既婚を問わず、「女性の社会進出」といった大きな世界的な潮流であり、たとえ貴族階級の子女や資産家令嬢であっても、なんらかの職業に就いたり、慈善活動や経済活動などで働いていくことが主流となった今日においては、ごく自然な流れであった。

## スイスのフィニッシングスクール
フィニッシングスクールの本場といえばスイスである。おもにヨーロッパ社交界においてのデビュタントや貴族階級同士の婚姻をする前に、王侯貴族の子女や資産家・財閥などの良家の子女の為の教育機関として確固とした歴史を刻んできた。
授業の内容は主に、国際的・公式な外交・社交の場で必要とされる国際儀礼＝プロトコールと呼ばれるインターナショナルでハイ・クラスなマナー・エチケット・礼儀作法などや語学、歴史、芸術などの教養など多岐にわたる。また乗馬や狩猟などといった男性的でユニークな実技指導をしている学校もある。
狭義のボーディングスクールと同様に寄宿学校・全寮制のフィニッシング・スクールは、スイス以外の国にはほとんど存在しない。スイスの永世中立国としての長い歴史がこうしたスクールの成立や発展に寄与した大きな要因の一つと思われる。
また、かつて19世紀後半ごろまでは、ヨーロッパ各国の王侯貴族の子女、資産家・財閥の令嬢などが主な入学者の対象であったが、20世紀に入ると、経済的にも大きく成長した、貴族階級のないアメリカ合衆国で成功した資産家の令嬢も、多く入学するようになる。
また、1970年代以降になると、経済的にも成功したハリウッド映画界の俳優や女優の子女たちや、ビルボードのランキングを賑わしたロック・スターなど、世界的なミュージシャンやアーティストなど、芸能人の子女たちがこぞって、スイスの名門スクールに入学することがブームとなった。
また、時を同じく、それまで経済的にも貧しかった中東の国々の中で、原油産出国家として経済的な成功を収めた、サウジアラビア王国やアラブ首長国連邦などの中東の石油王の子女たちや、貿易などで巨額の富を得た、香港やシンガポール、インドなどの貿易商人の子女などのアジア系の入学者も時代と共に増えていった。
日本においては、1980年代前後において、経済的な成功を収めた資産家の令嬢などが、国際化の波に乗り、あえてスイスのフィニッシング・スクールに入学した日本人子女も多い。
しかし、近年では、女性の社会進出と共に、入学する子女の減少化に伴い、閉校したスクールも多く、「フィニッシング・スクール」として開校した歴史ある学校であっても、全寮制の「ボーディング・スクール」として共学化したりと、時代の流れと共に、学校存続のために改革・変化していった学校も数多い。
- ヴィラ・ピエールフー（英語版）（Institut Villa Pierrefeu）- 1954年創立
  - 校長：ヴィヴィアン＝ネリ・ファイエタス
  - 所属団体：スイス連邦プライベートスクール協会（Swiss Federation of Private Schools）メンバー
  - 基本カリキュラム：英語、フランス語、国際エチケット、料理、ハウスキーピング、フラワーアレンジメントなど。
    - オプション：美術史、ワインの基礎知識、社交ダンス、乗馬など。
- スルヴァル・モンフルリ（Surval Mont-Fleuri）
  - 校長：ジャン・ピエール・フォーケ
  - 所属団体：スイス連邦プライベートスクール協会所属のフィニッシングスクールである他、CITA(Commission of International and Trans-Regional Accreditation)認証の高校卒業資格や、COE(Commission Executive Committee of the Council on Occupational Education)認証の大学卒業資格（経営学士）も提供する、世界でも珍しいフィニッシングスクール。
  - 特長：現在、スイスではこのスルヴァル1校のみ「通年の寄宿制」を採っている。サマーコースなど短期の寄宿制などを例外にすれば、一年を通して宿泊しながら学べるのはここしかない。近年、ヴィラ・ピエールフーとプログラムの互換を開始。スルヴァルの方が主として語学教育（フランス語・英語）、ヴィラ・ピエルーフーの方が主としてフィニッシング教育を担っている。両方の生徒はスルヴァルに滞在しながら、シャトルバスで5分ほどの両校を行き来している。
- フィニッシングスクールMontreux le mesnil Institute

## アメリカ合衆国
アメリカにおいての「フィニッシング・スクール」の開校の歴史は、おもにヨーロッパからの移民たちの中で、19世紀後半、経済的にも社会的にも成功した資産家・慈善事業家・政治家・商人などの子女たちの「花嫁修業」としての「マナー・スクール」からの出発であった。
最初は小さな塾のような形での開校だったが、第一次世界大戦後のアメリカの経済的な好景気と共に、やがては学校として大きな組織に成長していった。
アメリカ合衆国の独立の理念として、「貴族」といった階級は作らず、あくまでも、アメリカに住む市民の子女であれば、特定の入学条件などはなく、誰でも入学を許可した。しかし、高額な入学金、学費や寄付金、寮費など、一般庶民では経済的に入学が困難であった為、結果的には、ごく一部の富裕層の子女しか入学を許されることはなかった。
歴史ある名門フィニッシング・スクールとしては、1843年に設立されたミス・ポーターズ・スクール（英語: Miss Porter's School）が挙げられる。
卒業生には、アメリカ大統領のジョン・F・ケネディ氏のファースト・レディであったジャクリーン・ケネディ・オナシス夫人などがいる。
また、未婚女性を対象とした花嫁修業的な要素から、未婚、既婚を問わず、現代的で新しいスタイルの魅力あふれる女性の教育機関として、ジョン・ロバート・パワーズなどが設立され、おもに世界的なミュージシャンやアーティスト、モデル、女優、ミス・コンテスト出場者などで成功した卒業生を多く抱えている。このスクールは、「フィニッシング・スクール」のフランチャイズ化という新しい経営の試みをした世界初のスクールであり、世界中に同校を冠したフランチャイズ・スクールが存在する。

## 日本
日本においての近代型の「フィニッシング・スクール」については、アメリカ文化流入による欧米型のスクールとして、第二次世界大戦後、戦後復興も終わり、経済的な余裕が出来てからの1970年代以降の設立が多く、その歴史は比較的新しい。
代表的な学校として、東京都渋谷区にあった東郷学園がおそらく日本で最初の「フィニッシング・スクール」であったと思われる。
東郷学園は、1970年代の設立当初、隣接していた東郷神社の同敷地内に建てられた原宿東郷記念館という結婚式場の付属機関として、国際的に正式なテーブルマナーや、それまであまり一般的ではなかったフランス料理のフルコース、正式な日本料理などの場にふさわしい立ち居振る舞いなどを教える教室としての出発であった。
一般での入学は大変難しいとされ、卒業生またはその卒業生の親族などの関係者からの推薦状を要したとも言われており、その格式の高さから、卒業生の数は正確には把握できない。
授業内容は、国際儀礼（プロトコール）などの西洋的なマナー以外にも、鎌倉時代からの日本古来の礼法や、草月流などの華道、裏千家、表千家などの茶道。平安時代から続く藤原山陰が確立したとされる四条流包丁式を使った本格的な日本料理の調理法、日本古来の和歌、俳句、掛け軸などの日本画の鑑賞など、西洋のマナー以外にも、国際的に通じる日本のレディ・淑女教育といった理念の基に、おもに和を重んじる芸術・教養などに力を入れているのが特徴的であった。
1980年代初頭には、当時、アパレル・ファッションの最先端とされた原宿神宮前のレナウン社ビルのパレ フランスビル8階に位置し、日本のバブル期の好景気の相乗効果もあり、高額な授業料であったにも関わらず、全国から入学者が続々と後を絶たない現象もあった。
婦人画報社のハイクラス向けファッション雑誌「25ans」に見開きカラーで特集が何度も組まれ、独身女性のひとつのステイタスとしての歴史を刻んだ。
しかし、好景気も過ぎ去り、2003年に、かつては一世を風靡したレナウン社が経営不振により中国企業に買収されると、入居していた「パレ フランス」ビルから立ち退きとなったと同時に、時代と共にスクールは閉校となった。
「東郷学園」はそのように静かに幕を閉じはしたが、1980年代に、旺盛な探求心で、海外へ留学したり、贅沢に自分へと投資し、お稽古や習い事などを究めた女性たちが、1980年代後半から1990年代にかけて、それぞれ社会へ進出し始め、ある女性は実業家に、またある女性は専業主婦にと、それぞれの道に分かれていく中で、彼女たちの中で自らの経験を礎にし、独自のカリキュラムによる、現代的で日本の風土に合わせた、プライベート・レッスン的な「フィニッシング・スクール」が続々と誕生し始めた。
その草分け的なスクールが、福岡市で1986年に創業した「フィニッシングスクール・インフィニ」である。それまでは、家庭の中での教育やお稽古事・習い事の延長でしかなかった、日本の古来からあった「花嫁修業」とは一線を画し、欧米型のマナーやファッション、美容、教養にまで広げて体系化し、カリキュラムを組んだ、プライベート・レッスン式のスクールであった。
また、プライベート・ハウス（自宅を教室として開放した）型としての「フィニッシング・スクール」として公に知られているのは、1988年創業の兵庫県神戸市に、日本で始めて英国スタイルをベースにし、アンティーク調のブリティッシュ・インテリアや家具、ティー・パーティー、ティー・サロンなどをカリキュラムに盛り込んだ、佐藤よし子の「ザ・クイーンズ・フィニッシングスクール」があり、多くの卒業生を世に送り出している。
また、1992年創業の東京都世田谷区玉川田園調布の「丹生谷真美フィニッシング・サロン」は、海外赴任先での経験が生かされた、高級住宅地に相応しい、インターナショナルで世界に通用するマナーを学ぶ、家庭的でアットホームなプライベート型サロンとして人気を博す。
その、きめの細かい指導と上品で格式の高いサロン型スクールの卒業生の中には、自らサロンを立ち上げる主婦も多く、そのノウハウは全国へと広がった。
また、アメリカから流入し、世界中にフランチャイズ化されたジョン・ロバート・パワーズスクール東京校（ホテルニューオータニ敷地内にあった）は、幾度と地方都市の分校の廃校を経ながらも、前向きでチャレンジ精神のある魅力的な女性を目指すワンランク上のお稽古として、一定の結果を生みながら、ミス日本などの出場者など、30年に渡って指導に当たってきた。しかし、時代の流れと共に、生徒数の減少もあり、2013年末をもって廃校。
現在はベトナム、インドネシアなどの新興国アジアへ、フランチャイズ校をシフトしており、人気を博している。
これら1970年代の「東郷学園」から80年代に登場した米国式の「ジョン・ロバート・パワーズスクール」に至るまで、その多くは廃校の危機に見舞われながらも、卒業生たちの中には、しっかりと根を張り、そうした小さな種は、少しずつ全国へと広がり、現代を生きる娘たちや孫娘たちへと伝わっており、平安時代から我が国に伝わる伝統的な「花嫁修業」の文化・風習とも、うまく織り交ぜていきながら、未来へと伝わっている。